# Сугии, Гисабуро
Гисабуро Сугии (яп. 杉井ギサブロー , 杉井儀三郎 Сугии Гисабуро:, 20 августа 1940 г.) — режиссёр аниме, работавший на студиях Mushi Production и Group TAC.
Наиболее известен благодаря фильмам «Ночь в поезде на Серебряной реке», созданному в графических традициях древнего японского искусства, «Повесть о Гэндзи», Street Fighter II: The Animated Movie.

## Биография
В 16 лет Сугии бросил школу. В 18 лет был нанят на студию Toei Doga, где работал аниматором с 1958 по 1961 год. Стал близким другом Осаму Тэдзуки, и когда последний уволился, чтобы создать свою собственную компанию Mushi Production, он позвал Сугии с собой. Тот перешел в Mushi Production, где стал ключевым аниматором и режиссёром. Впоследствии работал как в качестве независимого режиссёра, так и для Mushi (в частности, был контролером анимации в последнем аниме студии Kanashimi no Belladonna). В 1969 году стал одним из основателей студии Group TAC. Там он снял свои наиболее известные аниме, включая «Джек в Стране чудес». С 1985 года работал самостоятельно.
В 1980-х стал известен как мастер драмы из-за таких работ, как Glass Mask и Touch. Международное признание Сугии получил в 1990-х за полнометражную и телеадаптацию игры Street Fighter II.

## Список работ
- Astro Boy (1963—1966)
- New Treasure Island (1965)
- Gokuu no Daibouken (1967)
- Dororo (1969)
- Belladonna of Sadness (1973)
- «Джек в Стране чудес» (1974)
- Manga Nippon Mukashi Banashi (1975—1994)
- Nine (1983)
- Glass Mask (1984)
- «Ночь в поезде на Серебряной реке» (1985)
- Touch (1985—1987)
- «Повесть о Гэндзи» (1987)
- Hiatari Ryoko! (1987—1988)
- Sweet Spot (1992)
- Nozomi Witches (1992—1993)
- Street Fighter II: The Animated Movie (1994)
- Soar High! Isami (1995—1996)
- Street Fighter II V (1995)
- Lupin III: The Secret of Twilight Gemini (1996)
- Super Doll Licca-chan (1998—1999)
- Hi Damari no Ki (2000)
- Captain Tsubasa: Road to 2002 (2001)
- Lament of the Lamb (2003)
- Ночная буря (2005)
- Cinnamoroll (2007
- The Life of Guskou Budori (2012)[11]